# Prison de La Picota
La Prison métropolitaine et complexe pénitentiaire de Bogotá - "La Picota" est un centre pénitentiaire situé au sud-est de la ville de Bogotá, capitale de Colombie. Il est actuellement en cours d’agrandissement pour accueillir plus de 4 000 détenus condamnés.
Autour de la prison se trouve un quartier très peuplé appelé La Picota, qui se situe dans la localité de Rafael Uribe Uribe, tout près de la localité de Usme et à quelques mètres de la ligne principale de TransMilenio sur l’Avenida Caracas. En face de la prison, sur le côté ouest de la Caracas, se trouve l’école d’artillerie de l’Armée nationale colombienne.

« La prison de La Picota est l’un des centres pénitentiaires les plus célèbres de Colombie.
Au cours des soixante-dix dernières années, ses cellules ont accueilli de dangereux narcotrafiquants, guérilleros, paramilitaires, délinquants de droit commun et aussi des innocents qui se sont retrouvés en difficulté avec la justice sans avoir enfreint la loi. Sous ses murs ont été construits des dizaines de tunnels mythiques pour des évasions ratées ou réussies. Des milliers de personnes ont vécu dans ce lieu et beaucoup sont mortes avec le rêve d’en sortir un jour. »

— Revista Semana.

## Histoire
En 1935, sous la présidence d’Alfonso López Pumarejo, le gouvernement lança la construction du Pénitencier central de Bogotá. Les travaux débutèrent en 1936 sur le terrain de l’ancienne hacienda La Picota. L’établissement initial se présentait sous la forme d’un bloc de 110 mètres de long pour 12 mètres de large, comprenant 228 cellules réparties dans plusieurs galeries. Chaque pavillon disposait de deux couloirs latéraux de 24 cellules séparés par une travée centrale. L’édifice, construit en béton, était couvert de tuiles d’argile et doté de sols carrelés. Une résidence fut édifiée pour le directeur ainsi que les bureaux administratifs, et, l’année suivante, s’y ajoutèrent des laboratoires, des écuries, une laiterie et des étables[réf. à confirmer].
En 1946, un sanatorium destiné aux détenus atteints de tuberculose fut aménagé ; il prit par la suite le nom d’annexe psychiatrique. Cet espace est aujourd’hui réservé aux prisonniers placés en régime de sécurité minimale[réf. à confirmer].
La réorganisation de la Direction nationale des prisons en 1992, qui donna naissance à l’Institut national pénitentiaire et carcéral (INPEC), entraîna la construction d’un pavillon de sécurité maximale, doté de 44 cellules et d’une zone administrative. En 1996, les maisons fiscales furent transformées en Centre de détention spécial (CER) pour accueillir d’anciens fonctionnaires, avec un total de 25 maisons comportant chacune deux chambres. En 2002, les détenus du CER furent transférés vers d’autres pavillons, et les maisons fiscales furent attribuées au personnel de commandement[réf. à confirmer].
À la fin de 2006, dans le contexte des enquêtes sur les liens entre responsables politiques et groupes paramilitaires, le quartier de sécurité minimale fut adapté pour héberger des fonctionnaires impliqués dans ce processus, dont de nombreux membres du Congrès[réf. à confirmer].
Par la résolution 1282 de 2011, l’établissement adopta l’appellation de complexe pénitentiaire au sein de la structure de l’INPEC, conformément à l’article 63 de la loi 65 de 1993, qui définit ce terme comme un ensemble de structures situées sur un même terrain mais organisées de façon indépendante selon le statut juridique et la classification des détenus[réf. à confirmer].
Enfin, la résolution 003806 du 22 octobre 2012 reclassa l’établissement sous le nom de Complexe métropolitain de Bogotá (COMEB), comprenant désormais trois structures distinctes[réf. à confirmer].

## Controverse
- En mars 2022, le chef de l'INPEC et le directeur de la prison de La Picota sont démis de leurs fonctions suite à un scandale durant lequel, Carlos Mattos (es), homme d'affaires impliqué dans une vaste affaire de corruption, a quitté à plusieurs reprises la prison sans autorisations[4],[5].

- Du 19 au 26 septembre 2022, des détenus du quartier des futurs extradés ont organisé des fêtes avec l'accord de l'administration dans laquelle de nombreux objets interdits ont été saisies : 122 téléphones portables, 30 modems Internet, dix-neuf enceintes, onze décodeurs TV, cinq tablettes, quatre montres intelligentes, trois projecteurs, 184 bouteilles de liqueur, du whisky, de la tequila et du champagne[6].

## Détenus notables
Parmi les détenus qui sont passés par La Picota, on trouve :
- Álvaro Cruz, gouverneur de Cundinamarca[7].
- Andrés Leonardo Achipiz, tueur à gages.
- Bernardo ‘El Ñoño’ Elías, sénateur de Colombie.[8]
- Camilo Torres Martínez, alias ‘Fritanga’, chef de Los Urabeños[9].
- Carlos Pizarro Leongómez, commandant en chef du M-19.
- Carlos Toledo Plata, cofondateur du M-19[10].
- David Murcia Guzmán, créateur de la pyramide DMG[11].
- Emilio Tapia, avocat impliqué dans le Carrusel de la contratación[12].
- Fredy Armando Valencia, violeur et tueur en série.
- Iván Marino Ospina, cofondateur du M-19[10].
- Iván Moreno Rojas, sénateur de Colombie[13].
- Jesús Santrich, commandant des FARC-EP[14].
- José Santacruz Londoño, cofondateur du Cartel de Cali.
- Kiko Gómez, gouverneur de La Guajira[15].
- Mario Alberto Castaño, sénateur de Colombie.
- Mario Uribe, sénateur de Colombie[16].
- Musa Besayle, sénateur de Colombie[8].
- Odín Sánchez, représentant à la chambre de Colombie[17].
- Otto Bula, sénateur de Colombie[8].
- Washington Prado Álava, narcotrafiquant équatorien.